# Encampment
Encampment est une municipalité américaine située dans le comté de Carbon au Wyoming. Lors du recensement de 2010, sa population est de 450 habitants.

## Géographie
Encampment est située dans le sud central du Wyoming, entre la Sierra Madre (en) et la Snowy Range (en). La municipalité s'étend sur 1,60 milles carrés (4,14 km2).

## Histoire
D'abord appelée Camp le Grande, la localité est un point de rencontre entre les amérindiens et les trappeurs canadiens français sur l'Encampment River (en). Grand Encampment est officiellement fondée en 1897 alors que du cuivre est découvert dans la région, attirant de nombreux travailleurs dans la cité,. 
La maison Willis, sur Winchell Avenue, est construite en 1908 par l'architecte Harry Ball, durant le boom minier. Elle devient le siège des activités de Lydia M. Willis, à la tête de plusieurs maisons closes dans la région. Le bâtiment de deux étages se démarque des autres résidences de la ville par sa taille et son style American Four Square. Il est inscrit au registre national des lieux historiques.
Le boom minier s'achève cependant en 1908, les fermetures de mines se poursuivant dans les années 1910. La région s'est depuis reconvertie dans l'agriculture et le tourisme.

## Démographie
Selon l'American Community Survey de 2018, la population d'Encampment est âgée (avec un âge médian supérieur de 15 ans à la moyenne nationale) et presque exclusivement blanche (à 98 %). Bien que son revenu médian par foyer de 40 536 dollars soit largement inférieur à celui du Wyoming (62 268 dollars) et des États-Unis (60 293 dollars), son taux de pauvreté s'approche de la moyenne de l'État et du pays (13,7 % contre 11,1 % et 11,8 %),.